# Llenguatge audiovisual
El llenguatge audiovisual és un sistema de comunicació multisensorial basat en un conjunt de recursos expressius que es transmeten a través de l'ús de les tecnologies de la informació com els vídeos i àudios. Com en tots els tipus de comunicació, la informació és transmesa per un emissor cap a un receptor. Avui dia, aquest es troba molt desenvolupat a causa de l'evolució dels avenços informàtics i tecnològics, els quals faciliten la comunicació.
És compost per la imatge i el so mitjançant els quals transmetem idees o sensacions, ajustant-se a la capacitat de cada persona i no a la tecnologia que els mitjans utilitzen. S'entén com els modes artificials d'organització de la imatge i el so que usem per transmetre idees o sensacions ajustant-les a la capacitat per percebre-les i comprendre-les. El llenguatge audiovisual té una sèrie d'elements morfològics, de gramàtica i recursos estilístics.

## Característiques
El llenguatge audiovisual té dues característiques fonamentals:
- És mixt: suma el llenguatge visual amb l'auditiu.
- Els missatges audiovisuals faciliten i donen pes a la comunicació.

Com tots els llenguatges, dintre del llenguatge audiovisual també es poden diferenciar diversos aspectes:
- Aspectes morfològics: dintre d'aquest trobem els aspectes relacionats amb la vista (esquemàtics, figuratius i abstractes) i el so (música, silenci, veu i efectes). La seva funció pot ser informativa, expressiva o suggestiva.
- Aspectes semàntics: Aspectes relacionats amb el significat connotatiu o denotatiu en funció de si el treball està redactat des d'un punt de vista objectiu (sense incloure cap criteri valoratiu) o subjectiu (inclòs el criteri valoratiu). Solen representar-se a través de l'ús de recursos estilístics com l'el·lipsi, la metàfora, les frases fetes o les interrogacions retòriques.
- Aspectes sintàctics: Fan referència la sèrie de normes que el material audiovisual ha de seguir per tal de transmetre el significat del missatge de manera correcta. Alguns d'aquests recursos són els plans, angles, moviments de càmera…
- Aspectes estètics: Aspectes relacionats amb l'harmonia i bellesa en el contingut audiovisual.
- Aspectes didàctics: Apareixen quan el material audiovisual té una funció pedagògica, ja que s'inclouen diferents recursos que faciliten la comprensió del contingut.

## Llenguatge audiovisual en el cinema
L’audiovisual és un instrument que té limitacions que fan impossible la representació de la realitat de forma objectiva. La càmera no actua igual que l’ull humà i això converteix el cinema en un art expressiu que explica històries des d’un punt de vista, fent que l'objectiu, tal com explica Guillermo Pérez La Rotta, ja no sigui representar la realitat sinó recrear-la.
El cinema construeix les històries a partir d'un llenguatge propi que permet fer comprensible el missatge que es vol transmetre a l'espectador. Aquest llenguatge consta d’una sèrie de normes i regles que, en la mesura en què es van seleccionant o descartant, generen tipus de narratives que determinaran la percepció del relat per part de l'espectador. Com que cada director executa una història seguint un determinat criteri, destacant allò que és important per a ell, enfocant i dirigint la mirada, una mateixa història pot esdevenir dues pel·lícules diferents.
D'entre les normes i regles més habituals dins el llenguatge audiovisual (conformat per l'espai, el ritme i el moviment) podem destacar: 
- Pel que fa a l'espai, la delimitació dels plans, l'angle de visió, la il·luminació, el color i la composició general. Així, per exemple, si un pla és més obert serveix per a contextualitzar, si és més tancat presenta l'acció i si es tanca encara més emfatitza una expressió.
- Amb referència al ritme, diferenciem entre la velocitat interna dels esdeveniments de la història i la velocitat externa creada a través del muntatge.
- Pel que respecta al moviment, hi ha el desplaçament o gir físic de la càmera i l'ajustament de l'objectiu (zoom). Així, per exemple, si la càmera es mou suaument s'amplia el camp de visió, en canvi, si es mou bruscament i el punt de vista és des d’un personatge, pot transmetre sensació de desorientació.